# 長頜似鰺
長頜似鰺，又稱逆鉤鰺，俗名為七星仔、棘蔥仔、鬼平，為輻鰭魚綱鱸形目鱸亞目鰺科的其中一個種。

## 分布
本魚分布於印度太平洋區，包括東非、馬達加斯加、馬爾地夫、斯里蘭卡、印度、安達曼海、日本、中國沿海、台灣、菲律賓、越南、泰國、馬來西亞、印尼、澳洲、馬里亞納群島、馬紹爾群島、帛琉、所羅門群島、新幾內亞、諾魯、密克羅尼西亞、斐濟群島、萬那杜、夏威夷群島、法屬波里尼西亞、加拉巴哥群島、美國加利福尼亞州、巴拿馬、厄瓜多海岸等海域。

## 深度
水深0至100公尺。

## 特徵
本魚上頷骨只達眼部的下方，額線明顯凹入，下頜骨接合處無犬齒，頭部的長度約等於身體的高度，幼魚體側在側線上，胸鰭後緣有4至6枚不規則斑塊，第一枚略大於眼部，以下則漸變小。老成魚暗色。背鰭有硬棘7枚，其中有第一枚隱於皮下，各硬棘間並無鰭膜相連接。15公分以下的小魚，其硬棘是向左右方向45度斜長，漸長才變直立。第二背鰭有20至21枚軟條；臀鰭有硬棘2枚，軟條18至19枚。體長可達110公分，體重可達11公斤。

## 生態
本魚為季節性洄游魚類，多半在春、夏兩季接近沿岸，追食各種小魚苗。其追時活爾的行動，無社會組織的結構，各自為政，見餌即咬。以魚類即甲殼類為食。

## 經濟利用
腥味重，煮熟後肉硬的魚，切成薄片油炸，加蒜、蔥等佐料食用，或煮薑絲清湯或紅燒。